# Penroseit
Penroseit, synonym auch Blockit, ist ein selten vorkommendes Mineral aus der Mineralklasse der „Sulfide“ und „Sulfosalze“ mit der idealisierten chemischen Zusammensetzung NiSe2 und damit chemisch gesehen Nickeldiselenid. Als enge Verwandte der Sulfide werden die Selenide in dieselbe Klasse eingeordnet.
Penroseit kristallisiert im kubischen Kristallsystem, entwickelt aber nur mikroskopisch kleine Kriställchen und findet sich überwiegend in Form von nierenförmigen, massigen Mineral-Aggregaten mit radialstrahliger, säulenartiger Struktur. Penroseit ist in jeder Form undurchsichtig (opak). Frische Penroseitproben sind von bleigrauer, auf polierten Oberflächen auch cremig-weißgrauer Farbe und zeigen einen metallischen Glanz auf den Oberflächen. Allerdings laufen diese sehr schnell an.

## Etymologie und Geschichte
Das Mineral wurde 1926 von Samuel George Gordon nach einem Fund aus Colquechaca in Bolivien beschrieben, der es nach dem amerikanischen Mineralogen Richard Alexander Fullerton Penrose, Jr. (1863–1931) benannte.
Penroseit war das erste natürliche Nickelselenid, das entdeckt wurde, und zu der Zeit auch das Mineral mit dem höchsten Selenanteil. 1935 wurde mit Blockit, beschrieben durch Robert Herzenberg und Friedrich Ahlfeld, der Selenanteil übertroffen. Bereits zwei Jahre später erkannten allerdings F. A. Bannister und Max H. Hey aufgrund ihrer Analysen, dass Blockit bis auf geringe Schwankungen in den Fremdbeimengungen aufgrund der gleichen Symmetrie und Kristallstruktur identisch mit Penroseit ist.
Das Typmaterial des Minerals wird im Natural History Museum in London, England unter der Katalog-Nr. 1926,1,  Harvard University in Cambridge, Massachusetts unter der Katalog-Nr. 87472 und im National Museum of Natural History in Washington, D.C., USA unter den Katalog-Nr. 95302 und R7247 aufbewahrt.

## Klassifikation
Bereits in der veralteten 8. Auflage der Mineralsystematik nach Strunz gehörte der Penroseit zur Mineralklasse der „Sulfide und Sulfosalze“ und dort zur Abteilung „Sulfide mit M : S < 1 : 1“, wo er zusammen mit Aurostibit, Cattierit, Geversit, Hauerit, Laurit, Michenerit, Pyrit, Sperrylith, Trogtalit, Vaesit und Villamanínit die „Pyrit-Reihe“ mit der Systemnummer II/C.05 bildete.
In der zuletzt 2018 überarbeiteten Lapis-Systematik nach Stefan Weiß, die formal auf der alten Systematik von Karl Hugo Strunz in der 8. Auflage basiert, erhielt das Mineral die System- und Mineralnummer II/D.17-090. Dies entspricht ebenfalls der Abteilung „Sulfide mit Metall : S,Se,Te < 1 : 1“, wo Penroseit zusammen mit Aurostibit, Cattierit, Changchengit, Dzharkenit, Erlichmanit, Fukuchilit, Geversit, Hauerit, Insizwait, Kruťait, Laurit, Maslovit, Mayingit, Michenerit, Padmait, Pyrit, Sperrylith, Testibiopalladit, Trogtalit, Vaesit und Villamanínit die „Pyritgruppe“ mit der Systemnummer II/D.17 bildet.
Die von der International Mineralogical Association (IMA) bis 2009 aktualisierte 9. Auflage der Strunz’schen Mineralsystematik ordnet den Penroseit in die allgemeinere Abteilung der „Metallsulfide mit M : S ≤ 1 : 2“ ein. Diese ist allerdings weiter unterteilt nach dem genauen Stoffmengenverhältnis und den in der Verbindung vorherrschenden Metallen. Das Mineral ist hier entsprechend seiner Zusammensetzung in der Unterabteilung „M : S = 1 : 2, mit Fe, Co, Ni, PGE usw.“ zu finden ist, wo es zusammen mit Aurostibit, Cattierit, Dzharkenit, Erlichmanit, Fukuchilit, Gaotaiit, Geversit, Hauerit, Insizwait, Iridisit (nicht anerkannt), Kruťait, Laurit, Pyrit, Sperrylith, Trogtalit, Vaesit und Villamanínit die „Pyritgruppe“ mit der Systemnummer 2.EB.05a bildet.
In der vorwiegend im englischen Sprachraum gebräuchlichen Systematik der Minerale nach Dana hat Penroseit die System- und Mineralnummer 02.12.01.04. Dies entspricht ebenfalls der Klasse der „Sulfide und Sulfosalze“ und dort der Abteilung „Sulfidminerale“, wo das Mineral zusammen mit Aurostibit, Cattierit, Dzharkenit, Erlichmanit, Fukuchilit, Gaotaiit, Geversit, Hauerit, Insizwait, Kruťait, Krutovit, Laurit, Mayingit, Pyrit, Sperrylith, Trogtalit, Vaesit und Villamanínit in der [[Systematik der Minerale nach Dana/Sulfide und Sulfosalze#Gruppe 02.12.01|„Pyritgruppe (Isometrisch: Pa3)“]] mit der Systemnummer 02.12.01 innerhalb der Unterabteilung „Sulfide – einschließlich Seleniden und Telluriden – mit der Zusammensetzung AmBnXp, mit (m+n) : p = 1 : 2“ zu finden ist.

## Chemismus
Der idealisierten (theoretischen) Zusammensetzung von Penroseit (NiSe2) zufolge besteht das Mineral aus 27,09 % Nickel und 72,91 % Selen. Analysen des Typmaterials aus Bolivien sowie aus der Gang-Lagerstätte Hope's Nose bei Torquay in der englischen Grafschaft Devon ergaben allerdings zusätzliche Gehalte von 3,2 bzw. 9,2 % Cobalt und 2,1 bzw. 5,7 % Kupfer, die einen entsprechenden Teil des Nickels ersetzen (Substitution, Diadochie).
Aus den Ergebnissen ergibt sich die resultierende empirische Formel (Ni0,84Co0,12Cu0,07)Σ=1,03Se1,97 bzw. (Ni0,46Co0,34Cu0,20)Σ=1,00Se2,00, was zur Mischformel (Ni,Co,Cu)Se2 idealisiert wurde und von der IMA als offizielle Formel für den Penroseit angegeben wird.
Des Weiteren wurden bei verschiedenen Penroseitproben Bleigehalte von bis zu 17 % sowie geringe Beimengungen von Silber (1,73–7,78 %), Quecksilber (1,41–4,12 %) und Eisen (0,72–1,29 %) gemessen.

## Kristallstruktur
Penroseit kristallisiert kubisch in der Pyritstruktur in der Raumgruppe Pa3 (Raumgruppen-Nr. 205) mit dem Gitterparameter a = 5,96 Å und vier Formeleinheiten pro Elementarzelle.
Die Kristallstruktur von Penroseit entspricht der Pyritstruktur, wobei Nickel- anstelle der Eisenatome die Gitterplätze einer kubisch flächenzentrierten Elementarzelle besetzen und hantelförmige Selen2-Gruppen die Zwischengitterplätze. Die Hantelachsen sind jeweils in unterschiedlicher Orientierung parallel zu den 3-zähligen Drehachsen ausgerichtet, was der Grund für die niedrigere Symmetrieklasse innerhalb des kubischen Systems ist.
| Kristallstruktur von Penroseit |
| - mit Blickrichtung parallel zur a-Achse - mit Blickrichtung parallel zur b-Achse - mit Blickrichtung parallel zur c-Achse - räumliche Darstellung zentriert nach den drei Raumdiagonalen |
| Farbtabelle: _ Ni 0 _ Se |

## Eigenschaften
Penrosit ist sehr gut unter Aufbrausen in Salpetersäure (HNO3) löslich. Andere typische Lösungsmittel wie Salzsäure (HCl), Eisen(III)-chlorid (FeCl3), Quecksilber(II)-chlorid (HgCl2) und Kaliumhydroxid (KOH) zeigen keine Änderung. Einzig bei Kaliumcyanid (KCN) bildete sich eine graubraune Verfärbung.
Bezüglich der Härte von Penroseit gibt es unterschiedliche Angaben. So wird die Mohshärte vom Erstbeschreiber Gordon mit 3 angegeben. Andere Quellen geben dagegen eine Mohshärte zwischen 2,5 und 3 oder 4 (nach N. D. Sindeeva 1964 auch 4.7) an. Die Vickershärte (VHN) soll bei einer Prüfkraft von 100 g zwischen 500 und 583 kg/mm2 betragen, was nach Alexander Hölzel (1945–2012) einer Mohshärte von 5,5 bis 6 entsprechen würde. In dem 1985 veröffentlichten Werk Tables for Microscopic Identification of Ore Minerals von Willem Uytenbogaardt (1918–2012) und Ernest Alexander Julius Burke wird dagegen für Penroseit eine geringere Vickershärte von 407 bis 550 kg/mm2 angegeben.

## Bildung und Fundorte
Penroseit bildet sich in hydrothermalen Gesteinsadern. Beobachtet wurden dabei Paragenesen mit Naumannit, Clausthalit, Gersdorffit, Tiemannit, Pyrit, Chalkopyrit, Sederholmit und Trüstedtit.
Aktuell (2015) sind von Penroseit 16 Fundorte bekannt. Vier davon befinden sich in Deutschland.
In Deutschland gibt es einen Fundort in Bayern in Wölsendorf (Oberpfalz), einen in Niedersachsen in Lautenthal (Harz), einen in Rheinland-Pfalz in Niederfischbach (Siegerland) und einen in Sachsen-Anhalt in Abberode (ebenfalls Harz).
Des Weiteren gibt es einen Fundort in Bolivien, der die Typlokalität ist, zwei in China, zwei in Finnland, einen in Kanada, einen in der DR Kongo, einen in Rumänien, einen in Spanien und einen im Vereinigten Königreich.